# Автогенератор
Автогенератор — електронний генератор із самозбудженням.
В автогенераторах за відсутності зовнішньої періодичної сили можуть виникати та встановлюватися періодичні коливання (автоколивання), властивості яких визначаються властивостями самої системи та слабко залежать від початкових умов. Прикладами автогенераторів різної природи можуть бути механічні та електронні годинники, LC-, RC- та різноманітні імпульсні автогенератори в радіотехніці, реакція Білоусова–Жаботинського (в хімії), серце (в біології).
Автогенератор виробляє електричні (електромагнітні) коливання, які самостійно підтримуються подачею ланцюгом позитивного зворотного зв'язку частини змінної напруги з виходу автогенератора на його вхід. Явище забезпечується тоді, коли наростання коливальної енергії перевищує втрати (коли петлевий коефіцієнт посилення більше 1). При цьому амплітуда початкових коливань буде наростати.
Існує 2 режими роботи автогенератора — м'який та жорсткий режими.
М'який режим характеризується безумовним швидким встановленням стаціонарного режиму при включенні автогенератора.
Жорсткий режим вимагає додаткових умов для встановлення коливань: або великої величини коефіцієнта зворотного зв'язку, або додаткового зовнішнього впливу (накачування).

## Технічні характеристики
Основними технічними характеристиками автогенератора є діапазон робочих частот, стабільність частоти, потужність на виході. З них найбільш важливою є допустима нестабільність частоти автоколивань. Для цілей радіопередачі відносна нестабільність частоти може лежати в інтервалі {\displaystyle 10^{-6}...10^{-15}}.

## Історія
У 1912 році Мейснер (Майснер) (Німеччина) винайшов автогенератор на електронній лампі з трансформаторним позитивним зворотним зв'язком.
Пізніше були розроблені автогенератори «індуктивна триточка» і «ємнісна триточка».